# پیزه
پیزه (به هلندی: Peize) یک منطقهٔ مسکونی در هلند است که در نوردن‌فلد واقع شده‌است. پیزه ۵٬۳۰۳ نفر جمعیت دارد.